# Un omicidio programmato
Un omicidio programmato (A Talent for Murder) è un film per la televisione del 1984 diretto da Alvin Rakoff, con protagonisti Angela Lansbury e Laurence Olivier. È anche conosciuto col titolo 68 gialli per un omicidio.
Anne Royce McClain, un'anziana scrittrice di gialli, ha un brutto vizio: quando le viene in mente uno spunto per il suo nuovo libro, prova a fare delle simulazioni con persone reali. Fa da cavia lo sfortunato cameriere della donna, Rashi. La cosa non piace troppo ai suoi parenti che, in vista anche della ricca eredità, preferirebbero farla internare. È con diffidenza quindi che rispondono all'invito per il compleanno dell'anziana signora. Infatti, durante la notte, qualcuno viene ucciso.
Il film è stato trasmesso in Italia da Rai 2 e TMC.